# Sam Ross
Pour les articles homonymes, voir Ross.
Sam Ross, nom de plume de Samuel Rosen, né le 10 mars 1911 à Kiev dans l’Empire russe et mort le 30 mars 1998 à Mercer Island dans l’État de Washington, est un écrivain, dramaturge et scénariste américain.

## Biographie
Il émigre aux États-Unis avec ses parents en 1913 et fait des études à l’université Northwestern, près de Chicago. Il obtient un diplôme de journalisme en 1934 et commence sa carrière comme journaliste sportif, puis à la rubrique des faits divers. Pendant la Seconde Guerre mondiale, il est mobilisé dans l’armée américaine en 1943, puis dans la marine marchande jusqu’en 1945.
Après avoir écrit pour la radio, il publie son premier roman He Ran All the Way en 1947, inspiré par la vie d’un ami ayant tué un policier lors d’un hold-up. Ce roman fera l’objet d’une adaptation par Dalton Trumbo et Hugo Butler, réalisée par John Berry et interprétée par John Garfield qui seront tous, dans les années 1950, victimes du maccarthysme.
Ses autres romans traduits en français, The Tight Corner, Ready for the Tigre, et Hang-Up, sont publiés dans la Série noire.

## Œuvre

### Romans
- He Ran All the Way, 1947 Publié en français sous le titre J’ai descendu un flic, Froissart, 1948 ; réédition avec le titre Menaces dans la nuit, Christian Bourgois éditeur, « série B », 1985
- The Tight Corner, 1950 Publié en français sous le titre Rafale sur le bayou, Gallimard, Série noire no 384, 1957
- Someday Boy, 1948
- The Sidewalks Are Free, 1950
- Port Unknown, 1951
- You Belong to Me, 1955
- The Hustlers, 1956
- Ready for the Tigre, 1964 Publié en français sous le titre Le Grand Frère, Gallimard, Série noire no 1001, 1966 ; réédition Carré noir no 67, 1972
- Hang-Up, 1968 Publié en français sous le titre Amère Pilule, Gallimard, Série noire no 1273, 1969
- The Fortune Machine, 1970
- Solomon’s Palace, 1973
- Windy City, 1979

### Théâtre
- My House Is Yours, 1970 (avec Lee Loeb)

### Biographie
- The Empty Sleeve : A Biography of Lucius Fairchild, gouverneur du Wisconsin de 1866 à 1872

## Adaptations
- 1951 : Menace dans la nuit, adaptation de He Ran All the Way, réalisé par John Berry.
- 1982 : Le Grand Frère, adaptation de Ready for the Tigre, réalisé par Francis Girod.

## Filmographie
Sam Ross écrit de nombreux scénarios pour des séries télévisées comme Naked City, Bourbon Street Beat (en), Bonne chance M. Lucky, Hong Kong, Intrigues à Hawaï (Hawaiian Eye), Aventures dans les îles, Laramie, Rawhide, Le Fugitif, Sur la piste du crime, Mannix, L'Homme qui valait trois milliards…

## Sources
- Claude Mesplède (dir.), Dictionnaire des littératures policières, vol. 2 : J - Z, Nantes, Joseph K, coll. « Temps noir », 2007, 1086 p. (ISBN 978-2-910686-45-1, OCLC 315873361), p. 681-682.
- Claude Mesplède, Les années "Série noire" : bibliographie critique d'une collection policière, vol. 1 : 1945-1959, Amiens, Editions Encrage, coll. « Travaux », 1992 (ISBN 978-2-906389-34-2)
- Claude Mesplède, Les années "Série noire" : bibliographie critique d'une collection policière, vol. 3 : (1966-1972), Amiens, Editions Encrage, coll. « Travaux » (no 22), 1992, 4 p. (ISBN 978-2-906389-53-3).